# 佐土原智子
佐土原 智子（さどはら ともこ）は、日本の女性声優。以前は湘南テアトロ☆デラルテに所属していた。神奈川県出身。

## 人物
湘南アクターズスクール入学当初より、主宰郷田ほづみに独特の声質を高く評価され、力を入れて指導を受けていた。同劇団の水野理紗のデビュー時に続き、アニメの主要キャラクターを射止めた。現在は活動休止。

## 出演作品
※太字はメインキャラクター

### アニメ
- Get Ride! アムドライバー（ナナ・マッシュ・ダァ）
- 絶対少年（大和理絵子）
- しにがみのバラッド。（風間千秋）
- TAMALA2010（謎ネコ）
- TAMALA ON PARADE（ファッキンガール、謎ネコ）
- Vie Durant
- Mission-E（神崎京子、女生徒）

### 劇場アニメ
- オシャレ魔女♥ラブandベリー しあわせのまほう（ヒカリ）

### 舞台
- 湘南アクトステージ
  - 第4回公演  アルジャーノンに花束を
  - 第5回公演  幸せのアルデンテ
  - 第6回公演  想い出のガーデニア
  - 第7回公演  微笑みのサムシング
  - 第8回公演  天使のいる珈琲店
  - 第9回公演  幸せのアルデンテ【再演】
  - 第10回公演 ウェルメイド家族（主人公：向日葵）

### ラジオドラマ
- FMおだわら連続ラジオドラマ劇場2nd seasonブラッドストーンの涙

### ドラマCD
- GATE II
- アニメ店長B'店長候補生 Drama&Radio Talk Album 研修報告Vol.1
- 月に狼（遊雀、女中、弟）
- 楽園ルウト
- ヴァンパイア騎士
- 拝み屋横丁顛末記